# Club Balonmano Mar Alicante
Club Balonmano Mar Alicante ou CB Mar Alicante est un club espagnol de handball féminin basé à Alicante, dans la communauté valencienne. Le club évolue en première division du championnat d'Espagne. Fondée en 1996, l'équipe a notamment atteint la finale de la coupe d'Europe des vainqueurs de coupe en 2011.

## Palmarès
compétitions internationales
- finaliste de la coupe d'Europe des vainqueurs de coupe en 2011
- demi-finaliste de la coupe EHF en 2012

compétitions nationales
- vainqueur de la coupe ABF en 2011[2]
- finaliste de la coupe de la Reine en 2010